# Daillens
Daillens (hist. Dachslingen) – miejscowość i gmina (commune) w zachodniej Szwajcarii, w kantonie Vaud, w okręgu (district) Gros-de-Vaud. Leży nad rzeką Venoge.

## Demografia
W Daillens mieszka 1051 osób. W 2021 roku 17% populacji gminy stanowiły osoby urodzone poza Szwajcarią. 

## Transport
Przez teren gminy przebiegają autostrady A1 i A9.